# جون بوسمان
جون بوسمان (بالهولندية: John Bosman)‏ ، من مواليد 1 فبراير 1965 ، لاعب كرة قدم هولندي سابق.
لعب مع منتخب هولندا لكرة القدم.

## مسيرته الكروية
لعب جون بوسمان خلال مسيرته الاحترافية مع 6 أندية في تسعة عشر موسمًا وسجل خلالها 251 هدف ضمن 509 مباراة. حيث فاز في ثلاثة مواسم بالكأس وفي ستة مواسم بالدوري.
خاض جون بوسمان مسيرته مع نادي أياكس أمستردام في موسم 1983–84 ليلعب معه خمسة مواسم، مشاركًا في 125 مباراة سجل خلالها 77 هدفًا. ثم انتقل إلى نادي كيه في ميخيلين في موسم 1988–89 ولمدة موسمين، حيث شارك في 61 مباراة سجل خلالها 34 هدفًا. لينتقل بعدها إلى نادي آيندهوفن في موسم 1990–91 لمدة موسم واحد، مشاركًا في 30 مباراة سجل خلالها 11 هدفًا. ثم انتقل إلى نادي رويال أندرلخت في موسم 1991–92 ليلعب معه خمسة مواسم، مشاركًا في 144 مباراة سجل خلالها 71 هدفًا. هذا وانتقل لاحقًا إلى نادي تفينتي أنشخيدة في موسم 1996–97 واستمر معه طيلة ثلاثة مواسم، مشاركًا في 87 مباراة سجل خلالها 34 هدفًا. ثم انتقل بعدها إلى نادي إي زد ألكمار في موسم 1999–00 واستمر معه طيلة ثلاثة مواسم، مشاركًا في 62 مباراة سجل خلالها 24 هدفًا.

## روابط خارجية
- جون بوسمان على موقع الاتحاد الدولي (مؤرشف)  (الإنجليزية)
- جون بوسمان على موقع قاعدة بيانات كرة القدم.إي يو (الإنجليزية)
- جون بوسمان على موقع ناشيونال فوتبول تيمز (الإنجليزية)
- جون بوسمان على موقع Soccerway.com (الإنجليزية)
- جون بوسمان على موقع عالم كرة القدم.نت (الإنجليزية)